# Diplomoceras
Diplomoceras (лат.) — вымерший род аммонитов из семейства Diplomoceratidae. Окаменелости найдены в верхнемеловых отложениях (кампанский-маастрихтский ярусы). Род примечателен своей U-образной раковиной и большими размерами. Спиральная раковина D. maximum достигает в длину 1,5 м, в раскрученном виде её длина составила бы 3 м или даже более 4 м (2 м занимает камера с туловищем). Некоторые частичные образцы могут принадлежать раковинам длиной около 1,7 м. В ходе исследования Diplomoceras выяснилось, что продолжительность жизни моллюсков этого рода могла превышать 200 лет.
Разнообразие форм сечения и пропорции раковин, а также плотности рёбер привело к тому, что на протяжении длительного времени одни и те же виды Diplomoceras описывались как новые таксоны.

## Распространение
Diplomoceras были распространены всесветно, исключая низкие экваториальные широты. Места находок окаменелостей этих аммонитов включают Францию, Испанию, Нидерланды, Бельгию, Германию, Данию, Польшу, Австрию, Украину, Болгарию, Сербию, европейскую и азиатскую Россию, Японию, Индию, Пакистан, Тунис, ЮАР, Мадагаскар, остров Симор (Антарктика), Австралию, Новую Зеландию, Аргентину, Чили, Бразилию, Мексику, США и Канаду.